# Léia da Silva
Léia Henrique da Silva Nicolosi (Ibitinga, 1º marzo 1985) è una pallavolista brasiliana.
Gioca nel ruolo di libero nel Minas.

## Carriera
La carriera di Léia da Silva inizia quando all'età di quindici anni entra a far parte del Piracicabana, dove resta per sette annate. Nella stagione 2007-08 firma il suo primo contratto professionistico, esordendo in Superliga con la maglia del Mackenzie, che lascia nella stagione seguente per approdare al Banespa.
Dopo un'annata trascorsa nuovamente al Piracicabana, prendendo parte a tornei di livello locale, torna sulla scena nazionale ingaggiata per il campionato 2010-11, ingaggiata  dall'Osasco: milita nella formazione paulista per due annate, vincendo uno scudetto, due edizioni della Coppa San Paolo e il campionato sudamericano per club 2011. 
Approda così al Pinheiros nel campionato 2012-13, dove milita per tre annate, impreziosite dalle vittorie della Coppa San Paolo 2014 e della Coppa del Brasile 2015; in questo periodo riceve le prime convocazioni nella nazionale brasiliana, esordendovi nel 2014 con la vittoria dell'oro al World Grand Prix e del bronzo al campionato mondiale, mentre un anno dopo si aggiudica la medaglia di bronzo al World Grand Prix e quella d'oro al campionato sudamericano.
Nella stagione 2015-16 si trasferisce al Minas, con cui vince tre campionati sudamericani per club e la Coppa del Brasile 2019; con la nazionale vince un oro al World Grand Prix 2016, quella d'argento alla Volleyball Nations League 2019 e quella d'oro al campionato sudamericano 2019.

## Palmarès

### Club
- Campionato brasiliano: 1

2011-12
- Coppa del Brasile: 2

2015, 2019
- Coppa San Paolo: 2

2010, 2011, 2014
- Campionato sudamericano per club: 4

2011, 2018, 2019, 2020

### Premi individuali
- 2016 - Superliga Série A: Miglior ricevitrice
- 2018 - Campionato sudamericano per club: Miglior libero
- 2019 - Campionato sudamericano per club: Miglior libero
- 2020 - Campionato sudamericano per club: Miglior libero
- 2021 - Campionato sudamericano per club: Miglior libero